# Новобікметово
Новобікме́тово (рос. Новобикметово, башк. Яңы Бикмәт) — присілок у складі Бураєвського району Башкортостану, Росія. Входить до складу Вострецовської сільської ради.
Населення — 425 осіб (2010; 567 у 2002).
Національний склад:
- башкири — 91 %